# Joaquín Mora Fernández
Joaquín Mora Fernández (San José, 16 de enero de 1786 - 26 de octubre de 1862) fue el Jefe de Estado de Costa Rica del 1 de marzo al 17 de abril de 1837.

## Datos personales
Nació en San José, el 16 de enero de 1786. Fue hijo de Mateo Mora y Valverde y Lucía Encarnación Fernández y Umaña, que también fueron padres del primer Jefe de Estado Juan Mora Fernández.
Casó en San José el 27 de noviembre de 1819 con María del Pilar Bonilla y Nava (1804-1866), nieta del Gobernador español José Joaquín de Nava y Cabezudo. De este matrimonio nacieron cinco hijos: Mateo, Catalina, Rafaela, Pilar y María del Carmen Mora Bonilla.

## Primeros cargos públicos
Fue comisionado de Costa Rica en Granada, Nicaragua (1822), miembro del tribunal especial que juzgó a los monárquicos participantes en el golpe de Joaquín de Oreamuno y Muñoz de la Trinidad (1823), miembro del Consejo Representativo (1829-1831 y 1836-1838) y Magistrado suplente de la Corte Suprema de Justicia de Costa Rica (1832).

## Jefe Supremo Provisorio
El 1 de marzo de 1837, por haber concluido el período del Jefe de Estado Braulio Carrillo Colina y no haberse declarado aún la elección de su sucesor, fue llamado por la Asamblea legislativa a ejercer el Poder Ejecutivo como Jefe Supremo Provisorio. Desempeñó este cargo hasta el 17 de abril de 1837.
Durante su administración se expidió el decreto que dispuso trasladar las autoridades del puerto de Puntarenas al de Caldera y construir en éste los edificios necesarios. También se emitió una tarifa general de sueldos y dotaciones de los funcionarios públicos.

## Exilio
En enero de 1839 fue acusado de conspirar contra el gobierno de Braulio Carrillo Colina y de estar planeando el asesinato de éste. Rechazó con vehemencia los cargos, pero fue condenado a muerte. Sin embargo, el 18 de ese mes Carrillo dispuso conmutar la pena de muerte por la de expulsión perpetua del país.
En 1840 pasó por Puntarenas en el vapor Águila, procedente de Valparaíso. Aunque no hizo intento alguno de desembarcar, las autoridades portuarias exigieron al capitán de la nave que les entregase a Mora. El marino se negó y la nave partió enseguida. Ante este hecho, Braulio Carrillo Colina emitió un decreto para disponer que si Joaquín Mora Fernández llegaba a cualquier punto del territorio de Costa Rica debía ser fusilado inmediatamente.

## Fallecimiento
Regresó a Costa Rica al caer Carrillo, y se mantuvo apartado de la política, dedicado a la administración de sus haciendas cafetaleras. Falleció en San José, 26 de octubre de 1862.